# 3188 Jekabsons
3188 Jekabsons eller 1978 OM är en asteroid i huvudbältet som upptäcktes den 28 juli 1978 av Perth-observatoriet. Den är uppkallad efter den australiensiske astronomen Peter Jekabsons.
Asteroiden har en diameter på ungefär 4 kilometer.